# Rollercoaster Tycoon
Rollercoaster Tycoon (RCT) är en datorspelserie skapad av Chris Sawyer. 
Spelen går ut på att skapa och underhålla nöjesparker och bygga olika typer av åkattraktioner, däribland berg- och dalbanor (eng. Rollercoaster). Expansionspaket har gjorts till samtliga tre spel i serien och i dessa medföljer nya teman, åkattraktioner och ibland nya funktioner.

## Rollercoaster Tycoon
Det första spelet i serien släpptes 1999, och utvecklades av Chris Sawyer, Simon Foster och Allister Brimble och publicerades av Hasbro. Det är byggt kring spelmotorn till det aldrig släppta Transport Tycoon 2.  
Spelet har fått två expansioner, Added Attractions och Loopy Landscapes.

## Rollercoaster Tycoon 2
Huvudartikel:Rollercoaster Tycoon 2
Rollercoaster Tycoon 2 är den andra delen i serien. Den utvecklades av Chris Sawyer och utgivet av Infogrames 2001. Spelet påminner till utformningen mycket om det första spelet, men har utökade funktioner och något bättre grafik.
Spelet har fått två expansioner, Wacky Worlds och  Time Twister. Expansionerna skapades inte av Chris Sawyer utan av Frontier Developments.

## Rollercoaster Tycoon 3
Rollercoaster Tycoon 3 är den tredje delen i serien. Spelet utvecklades av Frontier Developments och utgavs 2004. Chris Sawyer tjänstgjorde enbart som konsult den här gången, eftersom han arbetade med sitt eget senaste spel, Chris Sawyer's Locomotion. Detta spel var det första med full 3D-grafik, och hade en mängd nya funktioner.
Spelet har fått två expansioner, Soaked! som går ut på att bygga nöjesparken till ett vattenland med bland annat vattenrutschbanor, pooler och havsnöjesfält, och Wild! som går ut på att bygga safariparker med vilda djur för att locka folk även till de ödsligaste platserna på jorden.